# Alafia fuscata
Alafia fuscata är en oleanderväxtart som beskrevs av Marcel Pichon. Alafia fuscata ingår i släktet Alafia och familjen oleanderväxter. Inga underarter finns listade i Catalogue of Life.